# Ursula zu Mecklenburg

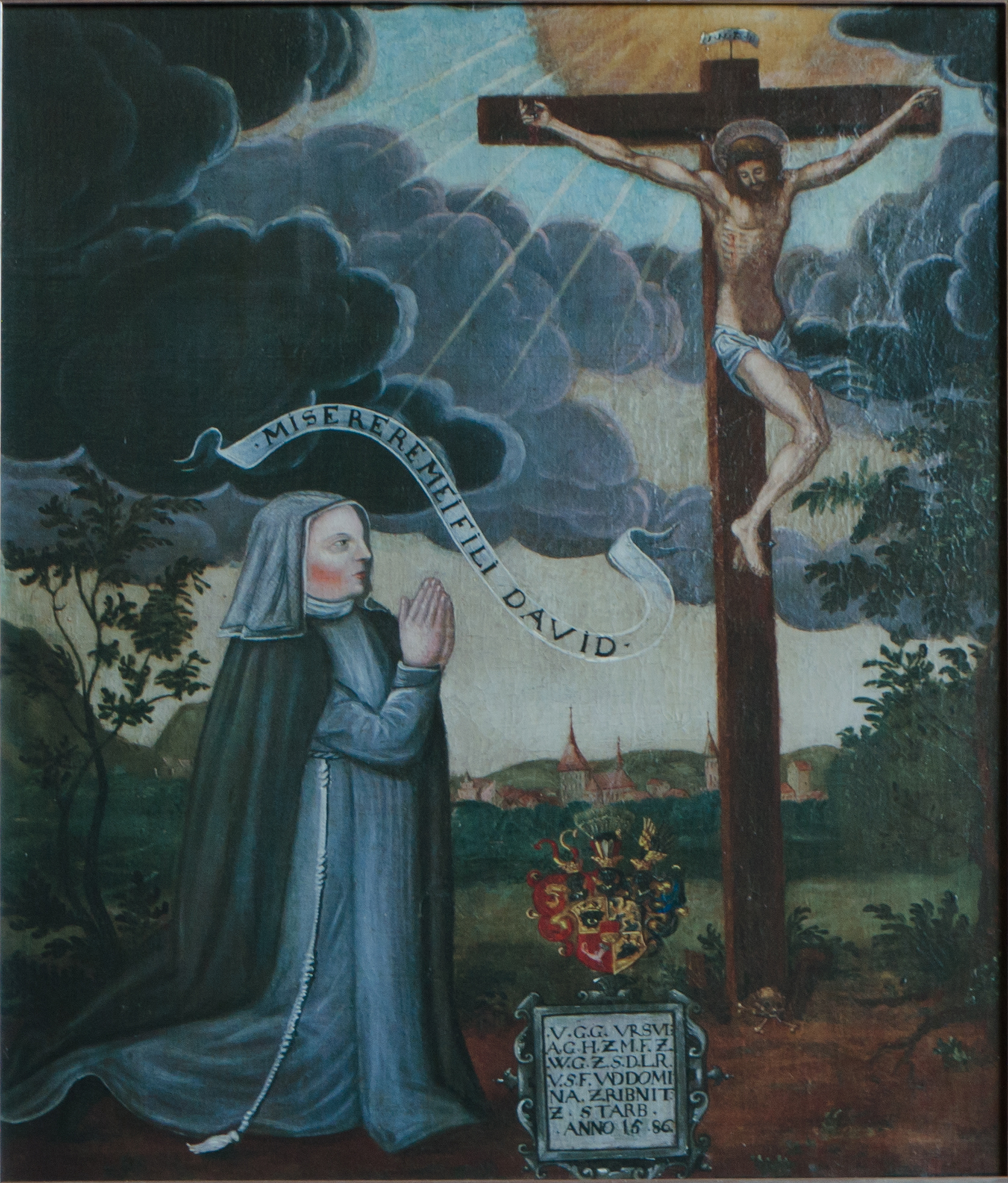
Memorialbild für Ursula zu Mecklenburg in der Kirche im Kloster Rühn (Original?). Eine spätere Kopie des Bildes ist in der Klosterkirche zu Ribnitz ausgestellt.Category:Ursula of Mecklenburg-Schwerin, Abbess of Ribnitz

Ursula, Herzogin zu Mecklenburg[-Schwerin] (* 30. August 1510; † 22. April 1586 in Ribnitz) war die letzte katholische Äbtissin des Klarissenklosters Ribnitz.

## Leben
Ursula war die jüngste Tochter von Herzog Heinrich V. und seiner ersten Frau Ursula von Brandenburg. Ihre Mutter starb kurz nach ihrer Geburt, und sie war schon früh für ein Leben im Kloster bestimmt. Ihre Aufnahme im Klarissenkloster Ribnitz, wo zu dieser Zeit ihre Tante Dorothea zu Mecklenburg (1480–1537) Äbtissin war, erfolgte unterschiedlichen Quellen nach im vierten oder fünften Lebensjahr. Ihre Einkleidung geschah am Fest Mariä Geburt, dem 8. September, im Jahr 1522. Zugegen waren neben dem Weihbischof Dietrich Huls auch ihr Vater Heinrich V. und ihr Bruder Magnus.
Zu Trinitatis, dem 22. Mai 1524, begann sie ihr Probejahr, mit seinem Ablauf, ebenfalls am Dreifaltigkeitsfest, legte sie ihr Ordensgelübde ab. Die Zeremonie leitete der Provinzialminister der Ordensprovinz Saxonia, Franziskaner Eberhard Runge. Vier Jahre später, am 15. Juli 1528, wurde sie zur Vicaria und damit zur Stellvertreterin der Äbtissin Dorothea gewählt.
Dorothea starb 1537 bei einer Pestepidemie, von der Stadt und Kloster gleichermaßen betroffen waren. Nach einjähriger Vakanz wählten die Schwestern Ursula als Nachfolgerin, die nach anfänglicher Ablehnung erst 1538 die Nachfolge antrat und blieb mit ihrem Konvent beim katholischen Glauben. Noch 1568 erließ sie eine durch Kaiser Maximilian II. bestätigte Klosterordnung.
Ursula und der Konvent blieben bis zu ihrem Tod der römisch-katholischen Lehre treu. Sie versuchte auch in der unter ihrem Patronat stehenden Ribnitzer Stadtkirche die katholischen Gebräuche beim Gottesdienst zu schützen, solange es möglich war. Als vom mecklenburgischen Herzog der Magister Thomas Holzhüter zum lutherischen Pfarrer in Ribnitz eingesetzt wurde, hatte man auf Anordnung der Herzogin Ursula die Stadtkirche verschlossen. Holzhüter predigte dann in der Heiligen-Geist-Kapelle, die dem Patronat des Rates unterstand. Weil der Widerstand der Katholiken noch zu stark war, verließ er kurz darauf Ribnitz. Am 19. Januar 1556 hielt der Güstrower Superintendent Omecken die erste evangelische Predigt in der Stadtkirche. Nach der Ribnitzer Kirchenvisitation setzten die Kommissare den Rostocker Benedikt Schröder zum ersten evangelischen Prediger und als Beiordner Kaplan Joachim Johns in Ribnitz ein. Beide streng und eifrig lutherisch, ließen sie sich häufig zu Schmähungen und Drohungen gegenüber den katholischen Missbräuchen im Kloster hinreißen. Doch alle Beschwerden der Äbtissin Ursula und der Klosterversammlung gegen diese Angriffe und Verunglimpfungen halfen nicht mehr, so dass sie Ende 1556 der Reformation zustimmten.
Bei der Überweisung der drei mecklenburgischen Landesklöster Dobbertin, Malchow und Ribnitz an die mecklenburgische Ritter- und Landschaft zur Einrichtung von lutherischen Damenstiften 1572 sorgte Herzog Ulrich dafür, dass Ribnitz von der Regelung ausgenommen blieb, solange seine Cousine Ursula am Leben war. Dadurch konnte erst vier Jahrzehnte nach der Annahme der Reformation im Herzogtum Mecklenburg das Klarissenkloster in ein evangelisches Stift umgewandelt werden.

## Grabmal

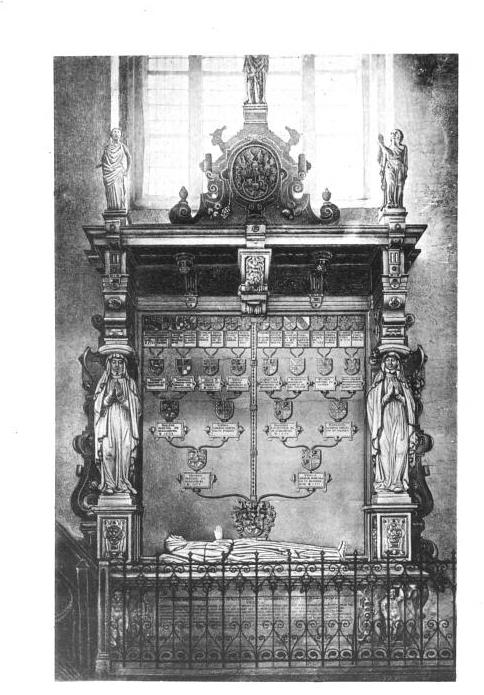
Ursulas Wandgrabmal (1590), Aufnahme vor 1898

Ursula wurde in der Klosterkirche Ribnitz unmittelbar neben dem Altar bestattet, wo ihr Grabstein erhalten ist. Herzog Ulrich setzte ihr 1590 aus vetterlicher liebe, wie die Inschrift sagt, ein monumentales Wandgrabmal an der nördlichen Chorwand der Klosterkirche. Es gehört zu den bemerkenswertesten Ausstattungsstücken in der Klosterkirche und zugleich zu den bedeutendsten Grabdenkmälern der Renaissance in Mecklenburg.
Das Epitaph der Herzogin Ursula entstand auch in unmittelbarem Zusammenhang mit den drei herzoglichen Grabmalen im Güstrower Dom in der Wismarer Werkstatt des aus den Niederlanden stammenden Bildhauers und Architekt Philipp Brandin, zu dessen wichtigsten Mitarbeitern Claus Midow und Bernd Beringer gehörten. Brandin war Schüler und zeitweiliger Mitarbeiter der Antwerpener Werkstatt des Cornelis Floris. Seinem Stilempfinden entsprechen besonders die Güstrower Domepitaphien, setzen sich aber beim Ursula-Epitaph von einem dem Anlass angemessenen religiösen Bildprogramm stärker ab.
Unter einem von zwei Nonnenstatuen getragenen Baldachin, der mit Statuen von Glaube, Liebe, Hoffnung in der Attikazone und dem mecklenburgischen Wappen bekrönt ist, liegt die Ganzfigur der Verstorbenen im Nonnengewand; die Rückwand zeigt ihre Ahnenprobe mit 32 Vorfahren, die David Chytraeus angefertigt hatte. Das Epitaph wurde 1859–1862 auf Anordnung und Kosten des Großherzogs Friedrich Franz II. restauriert. Die Tafel war 1858 schon so verwittert, dass die Inschrift teilweise unlesbar war. Friedrich Lisch betreute die Arbeiten und ergänzte die Inschrift nach alten Aufzeichnungen und Quellen. Für die stilgerechte Wiederherstellung wurde der Rostocker Bildhauer Hermann Behr vertraglich verpflichtet und Lisch fertigte dazu das Gutachten an.
Eine weitere Restaurierung erfolgte vom 14. November 1996 bis zum 1. Juni 1999 durch die Bildhauer und Restauratoren Bernhard Lincke und Frank Döhler aus Neu Nantrow.
Die erneut kopierte Inschrift lautet:

„Der hochwirdigen in godt dvrchleuchtigen hochgeb[oernen furstin vnd frewlein frewlein] ║ VRSVLA ║ gebornen hertzogin zu meckelnburg, fvrstin zu wenden grewin zv swerin der lande rostock vndt stargardt frewlein vnd ║ [domina zv] ribbenitz welche im iar 1.5.10 geborn von ivgent avf in diesem closter bei der vorigen domina ires hern vaters ║ [schwester] frewlin dorothea ertzogin nach derselben abschied anno christi 1.5.26 abtissin worden als ein verstendige ║ [godtsfvrchtige] demvtige fvrstin mit aller christlichen tvgenden exempel vnd vorbild iren gantzen convent vnd andern ║ [fvrgelevchte]t vnd als sie 60 iar dem closter loblich fvrgesta[nd]en zvletz im 76 iar ires alters avf .s. georgen [aben]d im iahr ║ [1.5.8.6 in] godt seliglich entschlaffen hat dises monument [zu] rvhm vnd erhn der durchlevchtig hoc[hgeborn] furst vnd ║ her virich hertzog zv meckelnbvrg avs vetterlicher lie[be vnd] zvneigung zvm ewigen gedechtnvs [nachsetzen vnd] ║ avfrichten lassen anno MDXC.“

## Memorialbild
Zum Totengedächtnis für die Äbtissin Ursula zu Mecklenburg entstand vermutlich 1586 das kleine in Öl auf Leinwand im Original-Holzrahmen (H 81 cm, B 66 cm) gemalte Epitaphbild. Gemalt wurde es möglicherweise von einem am Güstrower Hof Herzog Ulrichs tätigen Porträtmaler aus dem Umkreis des Cornelius Krommeny. Das Bild ist unsigniert und vielleicht nur eine zeitgenössische, laienhafte Kopie für das Kloster Rühn, das Herzog Ulrichs Frau Elisabeth in ein Damenstift umgewandelt hatte.
In seiner Gestaltung steht das Bild in der Tradition von Lucas Cranach d. Ä. um 1520/30 gemalten Bildnisses von Kardinal Albrecht von Brandenburg (Alte Pinakothek München), das bis in das 17. Jahrhundert die Epitaphmalerei prägte. Die verstorbene Äbtissin kniet betend im Habit der Klarissen mit gefalteten Händen vor dem toten Christus am Kreuz und fleht: MISERE MEI FILI DAVID. (Erbarme dich meiner, Sohn Davids). Das Kreuz bestimmt die rechte Hälfte des Bildes. Christus hängt mit angezogenen Beinen am Kreuz, erinnernd an mittelalterliche Darstellungen schmerzhafter Kruzifixe. Ein Scheibennimbus hinterfängt das Haupt. Strahlen, die vom unsichtbaren Gottvater in den Wolken ausgehen, treffen als Lichtzeichen Christus und Ursula. Im Hintergrund ist Ribnitz zu sehen. Es ist die älteste bekannte Darstellung der Stadt. Unter dem herzoglich mecklenburgischen Wappen im Vordergrund steht in einer Roll- und Beschlagwerkkartusche: V.G.G. VRSVL A.G.H.Z.M.F.Z.W.G.Z.S.D.L.R.  V.S.F. VND DOMINA. Z. RIBNITZ. STARB. .ANNO 15.86. (Von Gottes Gnaden Ursula, geborene Herzogin zu Mecklenburg, Fürstin zu Wenden, Gräfin zu Schwerin, der Lande Rostock und Stargard Frau, Domina zu Ribnitz). Der Maler war bemüht, die helle Gesichtsfarbe mit den roten Wangen möglichst getreu wiederzugeben.
Das Memorialbild ist ein wichtiges Zeugnis zum Leben der Äbtissin Ursula, von der es außer dem Porträt im Kloster Rühn und auf dem Grabmal nur eine kleine Stuckbüste im Stammbaum des mecklenburgischen Fürstenhauses an der Rückwand des Borwins-Epitaph im Güstrower Dom erhalten ist.